# Laye Camara
Laye Camara (* 1. Januar 1928 in Kouroussa; † 4. Februar 1980 in Dakar) war ein guineischer Schriftsteller der Négritude. In englischsprachigen Werken und Biographien wird häufig sein Vor- und Nachname vertauscht (Camara Laye).

## Leben
Laye Camara erhielt an einer Koranschule und an einer französischen Schule seine Ausbildung, die er in Conakry fortsetzte. Er emigrierte 1947 nach Argenteuil in Frankreich, wurde Automechaniker und arbeitete in Paris bei dem Automobilhersteller Simca. Gleichzeitig besuchte er die technische Hochschule, und 1953 veröffentlichte er seinen ersten Roman L'enfant noir, der mit dem Prix Veillon ausgezeichnet wurde. Im selben Jahr heiratete er Marie Lorifo. 1956 kehrte er über Benin und Ghana in seine 1958 unabhängig gewordene Heimat Guinea zurück und arbeitete für das Informationsministerium unter dem Diktator Ahmed Sékou Touré, dessen Gewaltherrschaft er in seinem Roman Dramouss (1966) anprangerte. 1963 emigrierte er nach Dakar, wo er 1980 an einer Niereninfektion starb.
2017 lobte Toni Morrison Camaras Roman Le Regard du roi von 1954, da er „raffinierte, zutiefst afrikanische Sprachbilder“ aufböte, die „in eine diskursive Beziehung zu der Welt des Westens gesetzt“ würden. Die typischen literarischen Topoi Bedrohung, Verderbtheit und Unbegreiflichkeit, die zur Schilderung Afrikas in der Regel verwendet würden (Morrison verweist hier auf Joseph Conrad, H. Rider Haggard und Elspeth Huxley) würden als beschränkte Wahrnehmung einer Kultur transparent gemacht. Die Leser könnten so am „Scheitern des rassistischen Blicks“ teilhaben.

## Werke
- L'Enfant noir. 1953
  - Einer aus Kurussa. Übersetzung Rolf Henri Römer. Zürich : Speer-Verlag, 1954
- Le Regard du roi. 1954
  - Der Blick des Königs. Übersetzung Rolf Henri Römer. Nachwort Janheinz Jahn. Zürich : Speer-Verlag, 1963
- Dramouss. 1966
  - Dramouss. Übersetzung Rolf Henri Römer. Zürich : Speer-Verlag, 1967
- Le Maître de la parole. 1978